# Франк, Тобиас
Тобиас Франк (нем. Tobias Frank, 5 апреля 1958, Вормс, ФРГ) — немецкий хоккеист (хоккей на траве), вратарь. Двукратный серебряный призёр летних Олимпийских игр 1984 и 1988 годов.

## Биография
Тобиас Франк родился 5 апреля 1958 года в немецком городе Вормс.
Начал играть в хоккей на траве за «Шотт Майнц», в 1979 году перебрался в «Рюссельхаймер», за который выступал в течение 10 лет.
В 1979 году дебютировал в сборной ФРГ.
В 1984 году вошёл в состав сборной ФРГ по хоккею на траве на Олимпийских играх в Лос-Анджелесе и завоевал серебряную медаль. Играл на позиции вратаря, провёл 5 матчей, пропустил 2 мяча от сборной Пакистана.
В 1988 году вошёл в состав сборной ФРГ по хоккею на траве на Олимпийских играх в Сеуле и завоевал серебряную медаль. Играл на позиции вратаря, провёл 5 матчей, пропустил 6 мячей (четыре от сборной Великобритании, по одному — от Нидерландов и Канады).
В 1982 году завоевал серебряную медаль на чемпионате мира в Бомбее, в 1986 году — бронзовую медаль на чемпионате мира в Лондоне.
В 1986—1988 годах трижды завоевал золотые медали Трофея чемпионов.
В индорхоккее стал чемпионом Европы в 1980 году в Цюрихе и в 1988 году в Вене.
В 1978—1989 годах провёл за сборную ФРГ 113 матчей, в том числе 78 на открытых полях, 35 в помещении.